# Black Merda
 I Black Merda sono una rock band statunitense di Detroit, attiva dalla metà degli anni Sessanta ai primi anni Settanta e riunitasi nel 2005. I membri principali della band sono il chitarrista/cantante Anthony Hawkins, il bassista/chitarrista/cantante VC L. Veasey, e il chitarrista/cantante Charles Hawkins, più il batterista/cantante Tyrone Hite. Hite era originario di Detroit; i fratelli Hawkins e Veasey sono nati tutti in Mississippi e sono cresciuti a Detroit.
Il loro stile musicale è un funk rock che, ispirandosi a Jimi Hendrix, fonde blues rock psichedelico, soul e folk. Sono stati i primi a definire la propria musica "black rock". Il loro nome è una storpiatura di "murder" (assassino) in un gergo inventato dal gruppo.

## Storia

### Inizi
Anthony Hawkins e VC Lamont Veasey (noto anche come VC L Veasey, Veesee L Veasey, The Mighty V!) si incontrano alle elementari. Hawkins e Tyrone Hite invece si incontrarono al liceo di Detroit nei primi anni '60, tutti lavorarono come turnisti nella scena di Detroit negli anni successivi. Hawkins e Veasey lavoravano spesso come turnisti per case discografiche come Fortune Records, Golden World Studios e per il produttore Don Davis, Hite ha collaborato inizialmente come cantante prima di occuparsi della batteria. Molti cantanti e musicisti si presentavano a casa di Hawkins dove si svolgeva la maggior parte delle prove inclusi artisti che avrebbero raggiunto una grande fama, come Stevie Wonder, David Ruffin, Gwen Owens e Edwin Starr. La casa della signora Hawkins era sempre piena di musica quasi ogni giorno della settimana durante i primi anni del gruppo che sarebbe diventato noto come Black Merda.
Hawkins, Veasey e Hite inizialmente si esibivano come Impacts, poi come Soul Agents a supporto di Edwin Starr, Gene Chandler, Wilson Pickett, The Spinners, The Artistics, Billy Butler, The Chi-Lites, Joe Tex, Jackie Wilson, The Temptations e altri artisti soul/R&B affiliati alla Motown e alla Brunswick Records. Gli Impacts vennero ingaggiati come band di supporto per il singolo del 1965 "Agent Double-O Soul" di Edwin Starr. Starr li ingaggiò come sua band di supporto permanente e li soprannominò i Soul Agents. Una sezione di trombettisti composta da Victor Stubblefield e Gus Hawkins lavorava con il gruppo regolarmente durante questo periodo. Nel 1967 i Soul Agents erano apparsi sui successivi singoli di Starr "Twenty Five Miles" e la seminale "War". Hawkins e Veasey (che avevano scritto insieme canzoni da quando avevano 14 anni) ottennero anche un punteggio come cantautori nel 1967 con "I Will Fear No Evil" di Robert Ward (prodotto da Don Davis), il lato B della sua hit "My Love Is Strictly Reserved For You".
Hawkins, Veasey e Hite (mentre lavoravano con Starr) iniziarono ad allontanarsi dai suoni R&B standard del periodo e furono fortemente influenzati dai suoni hard rock dei Cream, The Who e in particolare Jimi Hendrix. Veasey aveva appreso per la prima volta di Hendrix da una storia di un quotidiano di Seattle nel 1966 mentre era di stanza con i militari nello Stato di Washington. Veasey fece ascoltare a Hawkins e Hite l'album Are You Experienced, e i tre decisero di rimodellarsi come trio rock power nello stampo di The Jimi Hendrix Experience. Ancora noto come Soul Agents, nel 1967 il trio tagliò quella che si ritiene sia la prima copertina di una canzone di Hendrix, Foxy Lady diventando un raro oggetto da collezione.
Durante questo periodo, Charles Hawkins (fratello minore di Anthony) si aggiunse come seconda chitarra per ampliare il suono del gruppo. Un'altra influenza sui nuovi gusti musicali del gruppo fu lo spostamento generale della scena R&B verso un soul e un funk più duro con testi socialmente consapevoli.

### Black Merda
Diventato un quartetto con l'aggiunta di Charles Hawkins, la band ha continuato a lavorare con Edwin Starr nei panni dei Soul Agents, con l'approvazione di Starr del cambiamento del suono verso il rock e il funk psichedelico basato sulla chitarra. Ma nel 1968 decisero di creare una nuova identità come rock band autonoma. Dopo aver considerato il nome Murder Incorporated dal nome della famigerata organizzazione criminale Murder, Inc., la band si decise per Black Murder (suggerito da Veasey) come una critica alla violenza dilagante nei centri urbani vissuta da molti afroamericani in quel periodo. Considerando che in quel periodo molti giovani neri venivano uccisi dalla polizia e dal Ku Klux Klan di Detroit e del sud, Veasey desiderava scegliere un nome che fosse uno scioccante promemoria per il pubblico di quanto fosse grave la situazione. L'ortografia è stata poi cambiata in Black Merda come uno slang afroamericano (suggerito da Anthony) della parola "omicidio", pur mantenendo il tema originale.
I Black Merda proseguirono con Starr per un breve periodo, oltre a collaborare con i The Temptations nel 1969, ma presto cominciarono a vedere la scena R&B come passé rispetto alla musica rock e funk sperimentale di Hendrix e di altri giovani artisti. In ogni caso, Eddie Kendricks dei Temptations mostrò interesse verso i Black Merda, e li presentò al cantante Ellington "Fugi" Jordan. Collaborarono con Fugi alla sua canzone funk psichedelica Mary Don't Take Me on No Bad Trip, pubblicata dalla consociata Cadet della Chess Records (fondata da Marshall Chess, figlio dei fondatori della Chess) nel 1968, che diventò un singolo popolare a Detroit, anche se la Black Merda non ricevettero alcun credito sul disco. Un album completo di Fugi in collaborazione con i Black Merda venne registrato, ma fu pubblicato solo nel 2005, con il titolo Mary Don't Take Me on No Bad Trip dalla etichetta discografica TuffCity/Funky Delicacies. Fugi presentó la band anche alla Marshall Chess, che era interessata a lavorare con il rock e gli artisti sperimentali. Marshall ingaggiò i Black Merda solo su raccomandazione di Fugi.
L'album di debutto dei Black Merda uscì nel 1970, e la band divenne rapidamente nota come leader tra la fiorente scena black rock e heavy funk che comprendeva anche i Funkadelic e The Bar-Kays. L'album risentì di una mancanza di promozione dovuta ai cambiamenti di gestione della Chess Records. Delusa, la band si trasferì in California ancora una volta come band di supporto di Fugi, così come Eric Burdon. La band tornò poi a Detroit, ma senza Tyrone Hite, che decise di rimanere in California.
I Black Merda iniziarono a lavorare al loro secondo album senza un batterista ufficiale, Bob Crowder fu assunto poco prima della registrazione. L'album Long Burn the Fire uscì nel 1972 per la Janus Records controllata della Chess, con in copertina solo Veasey e i fratelli Hawkins. Il nome della band venne modificato in Mer-Da sulla copertina dell'album nel tentativo di renderlo più accessibile. Anche il secondo album ebbe una scarsa promozione, i membri della band si sciolsero e tornarono a lavorare come turnisti nell'ambiente soul e R&B.

### Reunion

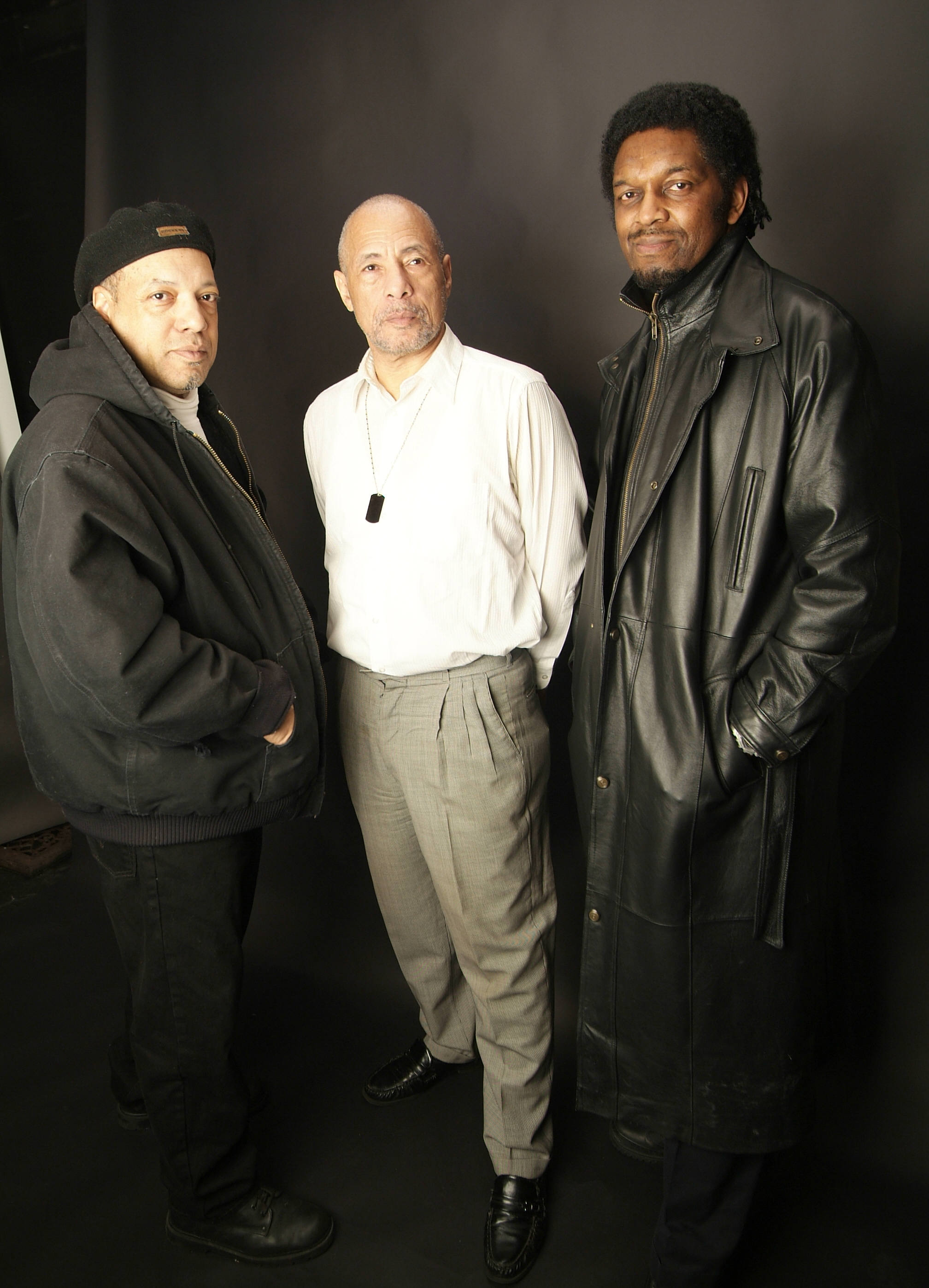
I Black Merda nel 2008 (L-R Charles Hawkins, Anthony Hawkins, VC L. Veasey)

Nel 2005 l'etichetta Funky Delicacies ha pubblicato la compilation The Folks from Mother's Mixer, che raccoglie tutte le canzoni degli album Black Merda e Long Burn the Fire. Grazie alla attenzione portata da questa compilation e al culto verso l'oscuro black rock dei primi anni '70, i fratelli Hawkins e Veasey si riunirono nel 2005. (Hite era morto nel 2004). La riformata Black Merda suonò in diversi festival a Detroit e nelle zone circostanti, nonché alla serie di concerti al Central Park SummerStage di New York e al The Ottawa Blues Festival nel 2006.
Una compilation di rarità intitolata The Psych-funk of Black Merda è stata pubblicata nel 2006. Da allora la band ha pubblicato gli album Renaissance (2006) e Force of Nature (2009).
L'apprezzamento a lungo ritardato verso i Black Merda si è ulteriormente riflesso nel 2005, quando il rapper Ja Rule ha campionato il loro brano del 1972 "Lying" come base per "Exodus Intro" nel suo album Exodus . Nel 2007 il Detroit Metro Times ha inserito il brano "Cynthy-Ruth" del 1970 nei 100 migliori brani di Detroit di sempre! Un ulteriore riconoscimento è arrivato quando "Cynthy-Ruth" è apparso nel documentario della HBO The Nine Lives Of Marion Barry trasmesso nell'agosto 2009. Kanye West ha campionato "Cynthy-Ruth" utilizzandolo nella traccia "Teriya King" dell'album del 2009 Serious Japanese che ha prodotto per i rapper giapponesi Teriyaki Boyz . La band è stata menzionata nell'articolo di Spinner.com In Living Color: 20 Important Black Rockers Past and Present nel 2010. "Take A Little Time", il singolo dell'album Force Of Nature del 2009, è stato inserito nella compilation di Mojo Magazine Heavy Soul nel 2010. Il loro omonimo album di debutto del 1970 è stato scelto come uno dei "più grandi successi di Detroit" dal Detroit Metro Times (10 novembre 2010, Music Issue).

## Discografia
- Black Merda (Chess, 1970; ristampato da Funky Delicacies, 1996)
- Long Burn the Fire (Janus, 1972; ristampato da Funky Delicacies, 1996)
- The Folks from Mother's Mixer (Funky Delicacies, 2005; compilation)
- Mary Don't Take Me On No Bad Trip - Fugi con Black Merda (Funky Delicacies, 2005)
- The Psych-funk of Black Merda (Funky Delicacies, 2006; rarità)
- Renaissance (Black Merda LLC, 2006)
- Force of Nature (Vampi Soul, 2009)

Singoli
- "Foxy Lady" - The Soul Agents (precursore di Black Merda, 1968)
- "Mary Don't Take Me On No Bad Trip" - Fuji con Black Merda (Cadet, 1969)
- "Cynthy-Ruth / Reality" (Scacchi 1970)
- "Prophet / Cynthy-Ruth" (Chess 1970)
- "Revelations" - Fuji con Black Merda (Cadet, 1970)
- "Red Moon" - Fugi con Black Merda (Grand Junction, 1971)
- "Take a Little Time" - (Vampi Soul, 2009)